# كليفلاند كلينك
كليفلاند كلينك (Cleveland Clinic) مركزٌ طبيٌٌّ أكاديميٌّ أمريكي غيرُ ربحيٍّ مَقَرُّهُ في كليفلاند ، أوهايو . تملكهُ وتديره مؤسسةُ كليفلاند كلينك، وهي مؤسسة غير ربحية في أوهايو تأسست عام 1921 ، وتدير حرماً مساحته 170 فَدّاناً (69 هكتاراً) في كليفلاند، بالإضافة إلى 11 مستشفى تابعًا، و 19 مركزًا لصحة الأسرة في شمال شرق أوهايو ، ومستشفيات في فلوريدا ونيفادا . خارج الولايات المتحدة، تديرُ مؤسسةُ كليفلاند كلينك أيضًا مستشفى كليفلاند كلينك أبوظبي وعيادةً خارجيةً للطب الرياضي في تورنتو . من المقرر افتتاح حرم لمستشفى كليفلاند كلينك في لندن بإنجلترا في عام 2021. الرئيس والمدير التنفيذي هو Tomislav Mihaljevic.
تم تصنيف كليفلاند كلينك باستمرار كواحد من أفضل المستشفيات في الولايات المتحدة. في 2018-2019 ، صنفت مجلة US News & World Report كليفلاند كلينك على أنه المستشفى رقم 2 في قائمة الشرف لأفضل المستشفيات، حيث تم تصنيفه على المستوى الوطني في 14 تخصصًا للبالغين و 10 تخصصات للأطفال. يُجري كليفلاند كلينيك عملياته الخاصة بطب الأطفال في مستشفى كليفلاند كلينك للأطفال .
يحتل برنامج طب القلب في كليفلاند كلينيك المرتبة الأولى على مستوى الدولة منذ عام 1995.
بَلَغَت الإيراداتُ التشغيليةُ لـكليفلاند كلينك 8.4 مليار دولار وبلغ دخلُها التشغيلي 330 مليون دولار في عام 2017. سُجِّلَت في ذلك العام 7.6 مليون زيارة للمرضى و 229.132 حالة قبول. كان لدى كليفلاند كلينك أكثر من 67500 موظفاً بحلول عام 2019 ، وهو رقم يشمل أكثر من 17000 ممرضة مسجلة ومقدمي الممارسات المتقدمة وأكثر من 4520 طبيبًا وعالمًا في 140 تخصصًا. كليفلاند كلينك مرتبط بكلية الطب بجامعة كيس ويسترن ريزيرف (Case Western Reserve University School of Medicine)، والتي أطلق معها برنامجاً تدريبياً هو عبارةُ عن كلية طب لإعداد الطبيب الباحث، وتمت تسمية البرنامج ب: كلية كليفلاند كلينيك ليرنر للطب (Cleveland Clinic Lerner College of Medicine) و تعرف اختصاراً ب CCLCM. كليفلاند كلينيك أيضًا المستشفى التعليمي لكلية جامعة أوهايو للتراث لطب تقويم العظام (Ohio University Heritage College of Osteopathic Medicine) وكلية طب القدم بجامعة ولاية كينت (Kent State University College of Podiatric Medicine) . بالإضافة إلى ذلك، يضم كليفلاند كلينيك 1,974 مقيمًا وزميلًا في 104 برنامجًا تدريبيًا معتمدًا من قبل مجلس اعتماد التعليم الطبي للخريجين (ACGME). ينشر كليفلاند كلينك أيضًا مجلة كليفلاند كلينك للطب Cleveland Clinic Journal of Medicine التي تخضع لمراجعة الأقران. أصبح كليفلاند كلينك أول مقدم رعاية صحية في الولايات المتحدة يُوقع على الاتفاق العالمي للأمم المتحدة، والثاني عالمياً، وذلك في عام 2008.

## التاريخ

### البدايات

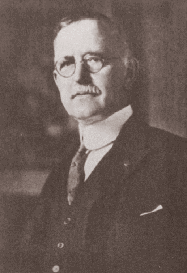
فرانك إيموري بانتس

بدأت المنظمة من العيادة الجراحية لفرانك جيه ويد (Frank J. Weed) (توفي عام 1891) في 16 شارع تشيرش على الجانب الغربي القريب من كليفلاند. تم شراء هذه العيادة من قبل مُساعِدَيْه، فرانك إيموري بانتس و جورج واشنطن كرايل. انضم إليهما وليام إي. لور -ابن عم كريل- عامَ 1892  ، و انتقلت الممارسة عامَ 1897 إلى مبنى أوزبورن في شارع بروسبكت، وسط مدينة كليفلاند.
تم تشييد مبنى العيادات الخارجية المكون من أربعة طوابق، وتم تخصيص كليفلاند كلينك في حفل خاص في 26 فبراير 1921. فتح أبوابه للعامة بعد يومين، مسجلاً 42 مريضاً. بحلول أبريل 1921 ، كان لدى كليفلاند كلينك 60 موظفًا، من بينهم 14 طبيبًا وأربع ممرضات. في عام 1922 ، اشترى المؤسسون أربعة منازل خاصة قريبة للاستشفاء والعلاج الإشعاعي والإدارة. تم الحصول على منزل خامس كمسكن لمرضى السكري الذين يتلقون علاجات الأنسولين. لمواجهة حجم المرضى المتزايد، تم بناء مستشفى بسعة 184 سريرًا في عام 1924 ، ويقع في شارع التسعين الشرقي وشارع كارنيجي. كما تم بناء محطة توليد الكهرباء، ومغسلة، ومصنع ثلج. تم إنشاء ممخبر أبحاث في عام 1928.

### حريق كليفلاند كلينك
في 15 مايو 1929 ، اشتعلت أفلام الأشعة السينية من مادة النيتروسليلوز المخزنة في قبو مبنى العيادات الخارجية. أطلق الانفجارُ سحابةً من أكاسيد النيتروجين والكربون السامة عبر المبنى، مما أدى إلى وفاة مائة وثلاثة وعشرون شخصًا، وفيهم جون فيليبس، أحدُ المؤسسين. لم تتمكن عشرات وكالات التحقيق من تحديد سبب الحريق. حصرَ تحقيقُ كليفلاند كلينك الخاص الأسباب المحتملة في: الاحتراق التلقائي الناجم عن الحرارة، وسيجارة أو عود ثقاب ملقاة، والتماس مع سلك تمديد معلق على كومة من الأفلام.
شَكَّل المحسن صمويل ماذر لجنةً من 36 من القادة المجتمعيين لمساعدة كليفلاند كلينك على إعادة تأسيس نفسه في مرافق مؤقتة في الشارع. استؤنفت خدمات رعاية المرضى بعد خمسة أيام. تم تجديد المبنى الذي اُسِّسَ عام 1921 بالكامل، وأضيف مبنى عيادات جديد مكون من ثلاثة طوابق مع مدخل رئيسي جديد في عام 1931. تم سداد جميع الديون بحلول عام 1941

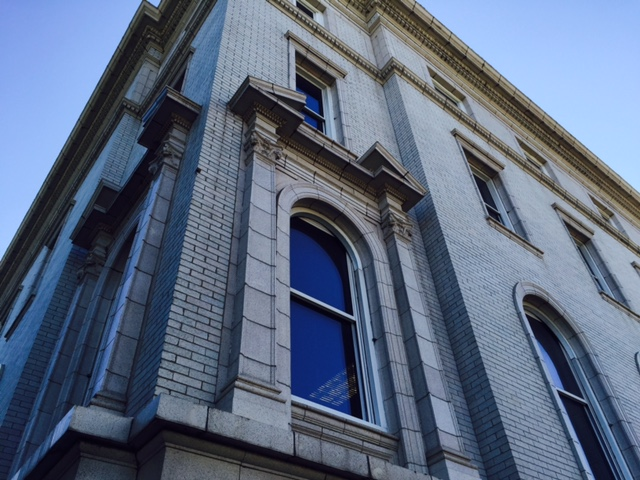
المبنى الأصلي لكليفلاند كلينك ، تم بناؤه عام 1921.

.

## نمو التخصص

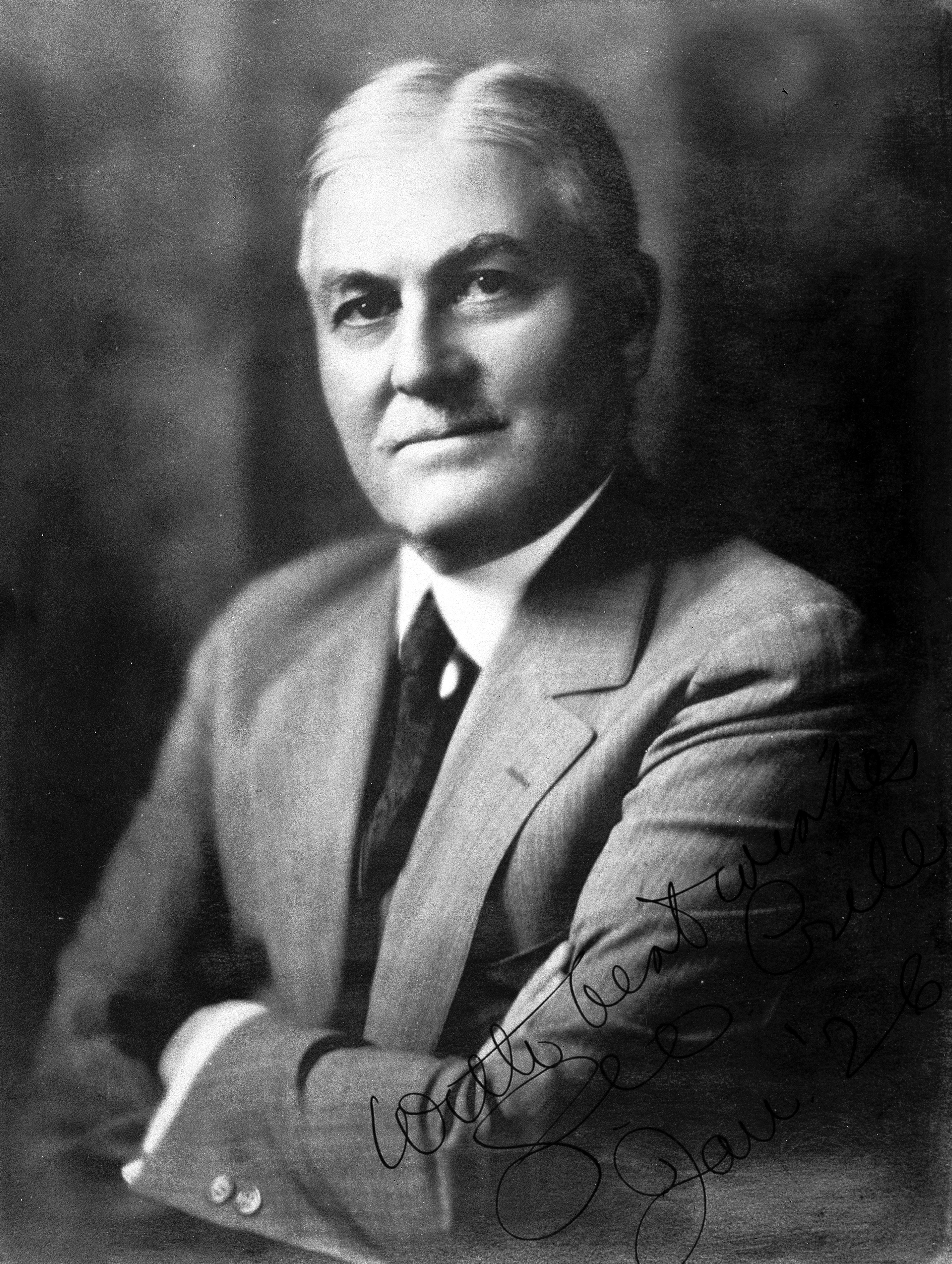
جورج واشنطن كريل ، أحد المؤسسين

قامت كليفلاند كلينك ببناء غرف عمليات جديدة في أوائل السبعينيات لاستيعاب نمو جراحة القلب. تم افتتاح مبنى مارثا هولدن جينينغس (Martha Holden Jennings building)التعليمي في عام 1964 ، مع قاعة سُمِّيَت على اسم Dr. Bunts. تم افتتاح مبنى مستشفى جديد (حاليًا مقر مستشفى الأطفال في كليفلاند كلينك) في عام 1966 ، وافتتح مبنى للأبحاث في عام 1974 (هُدم في عام 2007). تم تشييد مبنى علم الأمراض والطب المخبري في شارع كارنيجي في عام 1980.
قاد ويليان س. كيسر، رئيس مجلس الإدارة 1977-1989 ،  وَضْعَ خطةٍ إستراتيجيةٍ لاستيعاب أعداد المرضى المتزايدة في أواخر السبعينيات. نتج عن ذلك مجموعة من المباني المعروفة باسم مشروع القرن (Century Project) و الذي تم الانتهاء منه عامَ 1985 ، ويتضمن مبنى للمرضى الخارجيين من 14 طابقًا، يُعرف الآن باسم مبنى كريل (Crile Building) صممه المهندس المعماري سيزار بيلي .

## البحث والتعليم
يُجري معهد أبحاث كليفلاند كلينك ليرنر (LRI) أبحاثاً طبيًةً حيويًةً في مبنىً تبلغ مساحته 480 ألف قدم مربع افتتح في عام 1999 ،  بعد تبرع بقيمة 16 مليون دولار من آل ونورما ليرنر في عام 1997 ، وهو أكبر تبرع خيري منفرد إلى كليفلاند كلينك حتى ذلك الوقت. يستضيف LRI أبحاث طلاب الدراسات العليا من خلال برامج الدكتوراه المُشْتَرَكة مع الجامعات القريبة، متضمنةً جامعة كيس ويسترن ريزيرف ، وجامعة كليفلاند ستيت (بما في ذلك برنامج الدكتوراه الممول من المعاهد الوطنية للصحة للطلاب من الأقليات والممثلين تمثيلاً ناقصًا في العلوم والتكنولوجيا والهندسة والرياضيات ) ، و جامعة ولاية كينت وجامعة اكرون .
في عام 2002 ، قدم آل ليرنر أُعطيةً تفوق أعطيتهم السابقة، بلغت 100 مليون دولار لإنشاء كلية كليفلاند كلينك ليرنر للطب (CCLCM) بجامعة كيس ويسترن ريزيرف ، والتي افتتحت في عام 2004. لعب الباحثالطبي إريك توبول (Eric Topol) دورًا مهمًا في تأمين التبرع من عائلة ليرنر. شغل توبول منصب وكيل وكبير المسؤولين الأكاديميين في CCLCM حتى عام 2006 ، عندما تمت إقالته من منصبه إثرَ جدل بشأن انتقاداته لـ Vioxx وخلافات مع قادة كليفلاند كلينك الآخرين، بما في ذلك الرئيس التنفيذي آنذاك توبي كوسجروف . CCLCM هو برنامج كلية طب مدته خمس سنوات تابع لكلية الطب بجامعة Case Western Reserve يضم 32 طالبًا لكل فصل، يتلقى كل منهم منحة دراسية تغطي الرسوم الدراسية كاملة. في حين أن برامج كليات الطب التقليدية التي تمنح درجة دكتور في الطب ( Medicinae Doctor: MD) في الولايات المتحدة تكون مدتها أربع سنوات، فإن السنة الإضافية في البرنامج مخصصة لمدة عام من البحث. تتميز الخطة الدرسية بعدم وجود ترتيب للطالب على فصله، أو درجات للمواد سواءً في المرحلة قبل السريرية أو السريرية، وعدم وجود امتحانات نهاية المقرر.
في سبتمبر 2014 ، افتتحت مؤسسة كليفلاند كلينك مركز الطب الوظيفي ،  بإدارة مارك هايمان . يعمل المركز تبعاً للفرضية القائلة بأن «أساس الطب الوظيفي هو استخدام الغذاء كخط أول للعلاج» ،  وقد حقق نجاحًا كبيرًا على الرغم من الخلاف داخل المجال الطبي فيما يتعلق بتعريف وفعالية الطب الوظيفي .
في عام 2019 ، افتتحت كليفلاند كلينك وكيس ويسترن حرم سامسون بافيليون للتثقيف الصحي في حرم كليفلاند كلينك، وهو مشروع بناء بقيمة 515 مليون دولار، وسط حملة جمع تبرعات مُشْتَرَكة بملايين الدولارات بين جامعة كيس ويسترن ريزيرف (CWRU) و Cleveland Clinic. يضم الحرم الجامعي طلاب مدرسة كيس ويسترن ريزيرف للطب (CCLCM وبرامج MD التقليدية) ، ومدرسة فرانسيس باين بولتون للتمريض وكلية طب الأسنان ، وجميعهم - باستثناء CCLCM - سبق لهم أن عقدوا دروسًا في حرم CWRUM والمستشفيات الجامعة لمركز كليفلاند الطبي (University Hospitals Cleveland Medical Center). كانت هذه الخطوة، التي تم الإعلان عنها في عام 2013 ، عاملاً مساهماً رئيسياً في تحويل اسم المستشفيات الجامعية عامَ 2016 من المستشفيات الجامعية لمركز كيس الطبي (University Hospitals Case Medical Center) إلى المستشفيات الجامعية لمركز كليفلاند الطبي، فضلاً عن إعادة التفاوض بشأن اتفاقية الانتساب مع CWRU في نفس العام.
تنشر Cleveland Clinic مجلة Cleveland Clinic Journal of Medicine التي تصدر شهرياً وتخضع لمراجعة الأقران، مع التركيز على الطب الباطني والغدد الصماء والسكري .

## السمعة
يُنظر إلى كليفلاند كلينك باستمرار على أنه أحد أفضل أنظمة المستشفيات في الولايات المتحدة والعالم، ويحظى بتقدير جيد خاصة في أنظمة الإدارة التكنولوجية.

### الترتيب
صُنف كليفلاند كلينك في 2020-2021 على أنه المستشفى رقم 2 في الولايات المتحدة من قبل US News & World Report ، تالياً ل مايو كلينك Mayo Clinic في روتشستر ، مينيسوتا . تم النظر في إجمالي 4656 مستشفى في 12 مجالًا تخصصيًا طبيًا وجراحيًا رئيسيًا معتمداً على البيانات، وأربعة مجالات تخصص إضافية، وتم جمع البيانات حول سلامة المرضى ومقاييس الأداء ومعدلات المضاعفات. تم تصنيف كليفلاند كلينك على المستوى الوطني في 14 تخصصًا للبالغين و 10 تخصصات للأطفال وتم الاعتراف به على أنه المستشفى رقم 1 في أوهايو وفي منطقة كليفلاند متروبوليتان . كما حقق أعلى تصنيف ممكن في 9 إجراءات أو حالات محددة: إصلاح أم دم الأبهر البطني ، وجراحة الصمام الأبهري ، والداء الرئوي الانسدادي المزمن ، وجراحة سرطان القولون ، وجراحة القلب الالتفافية ، وقصور القلب ، واستبدال الورك ، واستبدال الركبة ، وجراحة سرطان الرئة . بالإضافة إلى ذلك، وللعام الرابع عشر على التوالي، تم تصنيف كليفلاند كلينك كالمشفى الأول في الولايات المتحدة لأمراض القلب وجراحة القلب كتخصص. وبالمثل، في مارس 2019 ، صنفت مجلة نيوزويك (Newsweek) كليفلاند كلينك المستشفى رقم 2 في العالم، تاليأ لمايو كلينك ومتقدماً على مستشفى سنغافورة العام (Singapore General Hospital).
| مُصَنَّف أولاً - الباطنة القلبية وجراحة القلب - الجراحة البولية | مُصَنَّف ثانياً وثالثاً - الباطنة الهضمية و الجراحة الهضمية (ثانياً) - الباطنة الكلوية (ثانياً) - الباطنة الرثوية (ثانياً) - الجراحة العظمية (ثالثاً) - الباطنة الصدرية و جراحة الرئة (ثالثاً) | مُصَنَّف رابعاً أو أكثر - السرطان (خامساً) - الداء السكري & الباطنة الغدية (رابعاً) - الأذن-أنف-حنجرة (حادي عشر) - طب المسنين (خامساً) - النسائية (خامساً) - الباطنة العصبية والجراحة العصبية (رابعاً) - العينية (تاسعاً) | ذو أداء عالٍ - الطب النفسي |

### السلامة

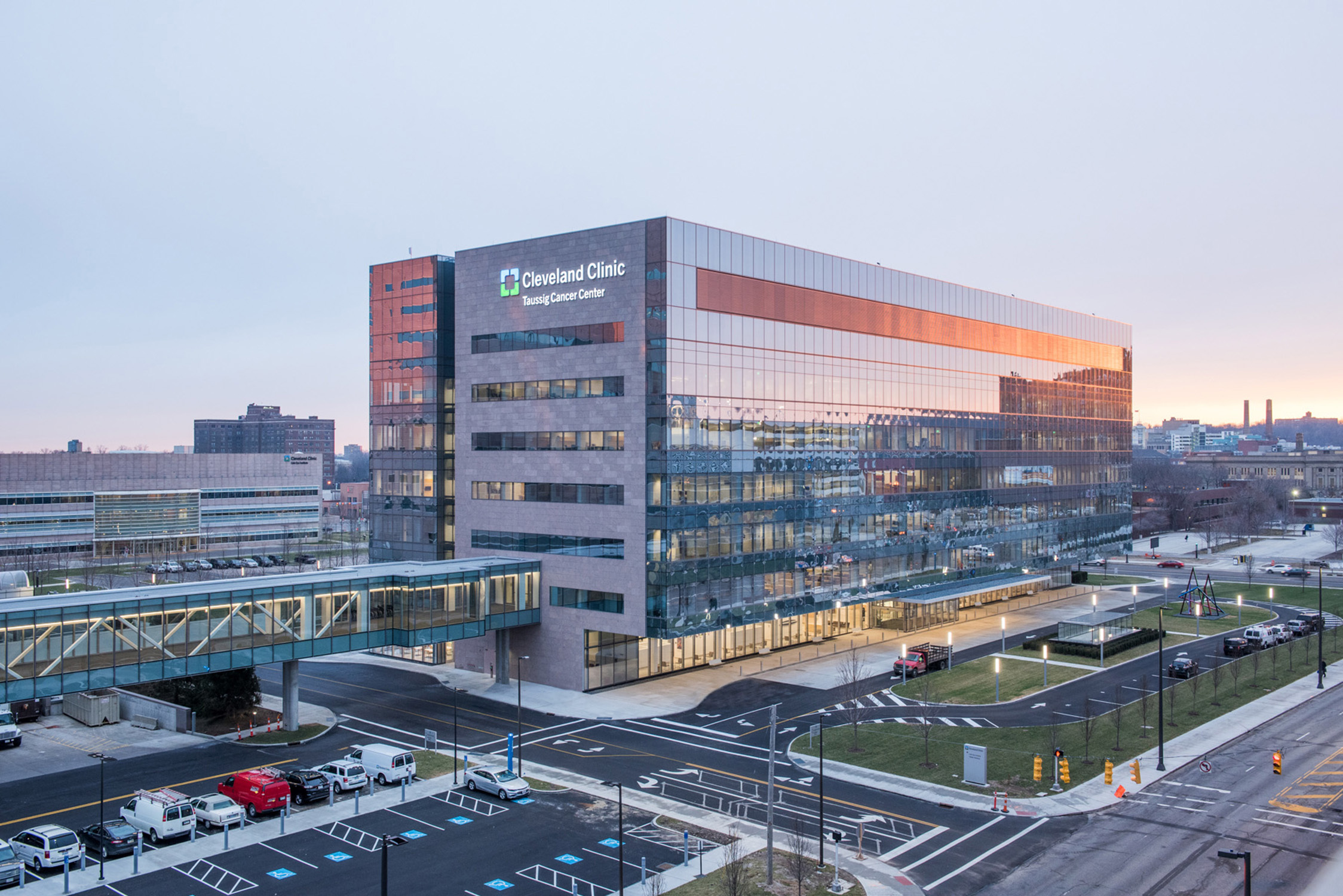
مركز كليفلاند كلينك توسيج للسرطان

في مراجعة قامت بها مؤسسة Kaiser Family Foundation لبيانات مراكز الرعاية الطبية والخدمات الطبية CMS (Centers for Medicare and Medicaid Services) فيما يخص الحالات المكتسبة من المستشفيات في عام 2014 ، تلقت كليفلاند كلينيك 8.7 درجة (1-10 ممكن، مع 10 هي الأسوأ) ، لتكون بذلك من أدنى 7٪ من المستشفيات.
ين عامي 2010 و 2013 ، أجرت CMS سلسلة واسعة من التحقيقات في مؤسسة كليفلاند كلينيك، مع ما لا يقل عن اثنتي عشرة عملية تفتيش وزيارات متابعة ناجمة عن شكاوى المرضى. وجد تحليل لبيانات تحقيق Medicare بين عامي 2011 و 2014 أن مؤسسة كليفلاند كلينك كانت واحدة من بين 230 حالة على الأقل تم فيها التحقق من صحة الحوادث الخطيرة - التي يطلق عليها شكاوى «الخطر الفوري» - مما دفع CMS إلى تهديد كليفلاند كلينك بفقدان القدرة على خدمة مرضى Medicare ما لم يتم إصلاح المشاكل على الفور. نظرًا للعديد من الانتهاكات الخطيرة المستمرة للسلامة، كانت مؤسسة كليفلاند كلينك في طريقها لإنهاء الدفع لمدة 19 شهرًا، مما يضع على المحك مليار دولار في السداد السنوي الخاص ببرنامج Medicare / Medicaid. تم توثيق الاستشهادات وتحليلها بالتفصيل من قبل Modern Healthcare ، التي نشرت بعض وثائق السلامة.
في تقييمات النجوم لجودة المستشفى الكُلِّيَّة لعام 2020 ، أعطت CMS تصنيفًا من فئة الخمس نجوم لكليفلاند كلينك، بالإضافة إلى العديد من المستشفيات المجتمعية في نظام كليفلاند كلينك، بما في ذلك مستشفى فيرفيو ومستشفى هيلكريست و مستشفى لوثران. ، حصل مستشفى كليفلاند كلينك مارتن نورث في هذه التصنيفات على نجمة واحدة.
أثناء وباء COVID-19 ، وجهت الإدارة في كليفلاند كلينيك في البداية بعدم السماح للأطباء بارتداء أقنعة الوجه خارج مناطق رعاية المرضى. صرح مشفى كليفلاند كلينك أنهم اتخذوا هذا القرار لأنهم شعروا أن البرهان لا يدعمهم. لكن المستشفيات الأخرى تتطلب مثل هذه الأقنعة. في وقت لاحق، تم تعديل السياسات، وطُلب من جميع الموظفين ارتداء الكمامة القماشية أو الأقنعة الواقية. تم الحصول على الأقنعة من مجموعة متنوعة من المصادر، بما في ذلك مجتمع طائفة الأميش المسيحية (Amish) ومصنعي الملابس الرياضية، وموردين آخرين.

## المواقع

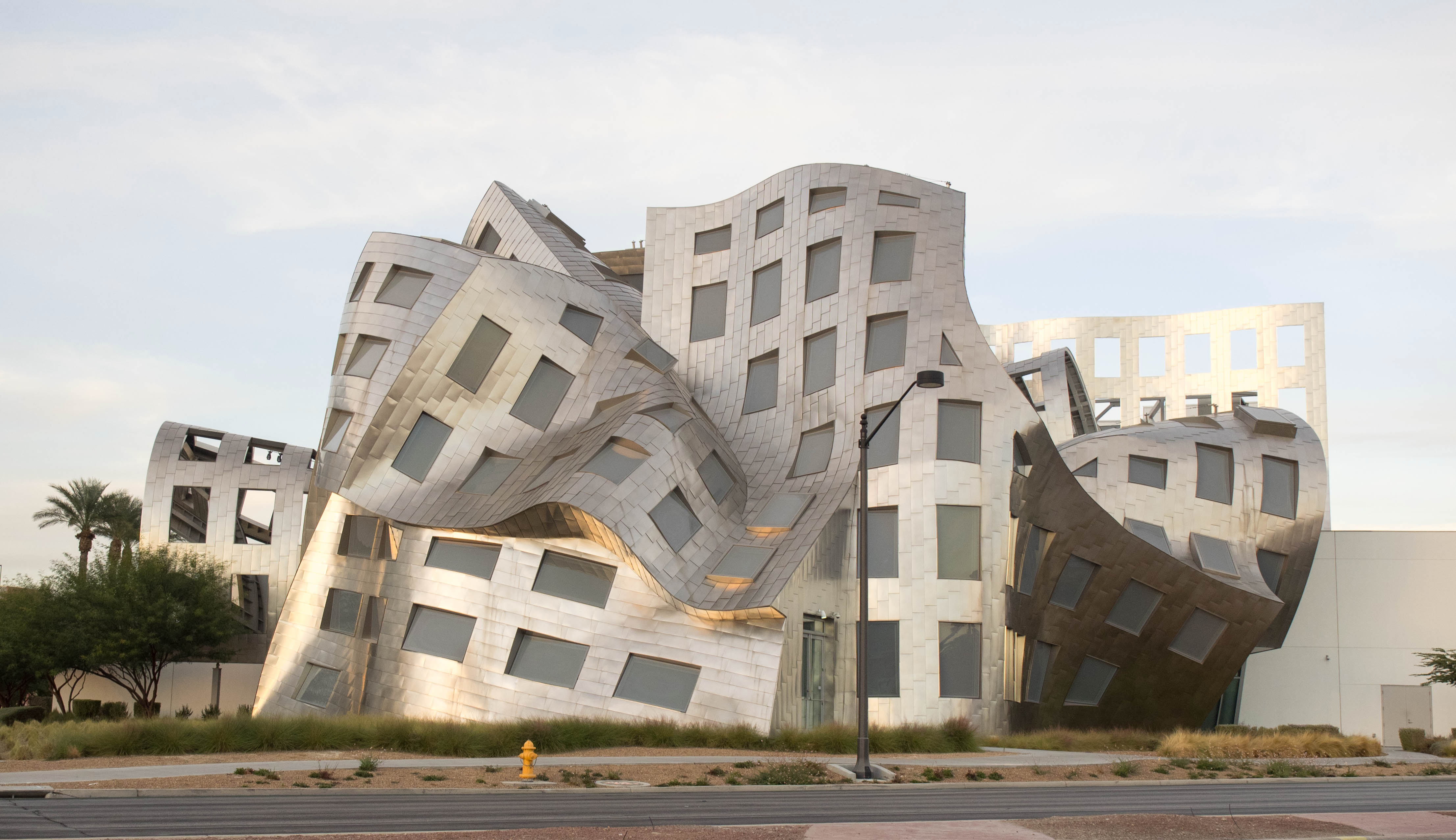
مركز لو روفو لصحة الدماغ، لاس فيغاس، نيفادا

يتكون حَرَم كليفلاند الرئيسي من 60 مبنىً على 170 فَدّاناً (69 هكتاراً) بالقرب من دوار الجامعة University Circle ، في Fairfax ، كليفلاند . تدير مؤسسة كليفلاند كلينيك 19  مركزًا لصحة الأسرة والجراحة المتنقلة في المجتمعات المحيطة، ومستشفىً متعدد التخصصات بسعة 1000 سرير ومركز صحة الأسرة في ويستون ، فلوريدا ، وعيادة خارجية متخصصة في الطب الرياضي في تورونتو ، كندا. يدير النظام 11 مستشفىً تابعًا في شمال شرق ولاية أوهايو، بسعة إجمالية قدرها 2588 سريراً. بالإضافة إلى ذلك، تدير كليفلاند كلينك خمسة مستشفيات تابعة لها في فلوريدا بإجمالي 289 سريرًا، وكليفلاند كلينك أبوظبي بإجمالي 564 سريرًا، وتخطط لفتح مستشفى بسعة 185 سريرًا في لندن بالمملكة المتحدة في عام 2021 ، بإجمالي 6026 سريرًا.
في عام 1996 ، استحوذت مؤسسة كليفلاند كلينك على نظام فيرفيو الصحي ( Fairview Health System) المتوضع في مستشفى فيرفيو ويُخَدِّم الجانب الغربي من كليفلاند والضواحي الغربية. في نفس العام، استحوذت كليفلاند كلينيك أيضًا على نظام ميريديا الصحي ( Meridia Health System) المكون من أربعة مستشفيات، لتضم بذلك مستشفى يوكليد في يوكليد ، ومستشفى هيلكريست في مايفيلد هايتس ، ومستشفى هورون في شرق كليفلاند ، ومستشفى ساوث بوينت في وارنسفيل هايتس . في أكتوبر 2010 ، أعلن مشفى كليفلاند كلينك عن خطط لإغلاق مركز الرضوض من المستوى الثاني في مستشفى هورون، مما أدى إلى رفع دعوى قضائية مشتركة من مدينتي كليفلاند وشرق كليفلاند، والتي تم إسقاطها لاحقًا بعد تأخير المشفى لخطط الإغلاق. أَغلَقت المؤسسةُ مستشفى هورون عام 2011 ، وسط انتقادات من المقيمين والقادة في شرق كليفلاند،  واستبدل مركز صحي مجتمعي بمستشفى هورون المغلق، وتُرِك الجانب الشرقي من كليفلاند بدون مركز للرضوض حتى افتتحت المستشفيات الجامعية (University Hospitals) مركزًا للرضوض من المستوى الأول في 2015.
في مايو 2010 ، افتُتِح مركز لو روفو لصحة الدماغ (Lou Ruvo Center for Brain Health) التابع لكليفلاند كلينيك في هيكل فريد صممه المهندس المعماري فرانك جيري في لاس فيجاس، نيفادا. تم افتتاح مستشفى كليفلاند كلينك أبوظبي في الخارج عام 2015. في أغسطس 2015 ، انضم نظام أكرون جينيرال الصحي (Akron General Health System) العام في أكرون بولاية أوهايو إلى نظام كليفلاند كلينيك. يشمل أكرون جينيرال مستشفى أكرون جينيرال، وخدمة الممرضات الزائرة وفروعها، ودار رعاية المسنين، ومستشفى لودي المجتمعي (Lodi Community Hospital)، ومعهد إدوين شو لإعادة التأهيل (Edwin Shaw Rehabilitation Institute)، وثلاثة مراكز صحية وعافية. في مايو 2017 ، توصلت كليفلاند كلينك إلى اتفاقية لشراء مستشفى يونيون (Union Hospital) بسعة 150 سريرًا في دوفر ، أوهايو . في عام 2018 ، انضم إلى نظام كليفلاند كلينك مركزُ إنديان ريفر الطبي (Indian River Medical Center) في فيرو بيتش ، فلوريدا ، و مؤسسة مارتن هيلث (Martin Health) ، المكونة من مستشفى في بورت سانت لوسي ومستشفيين في ستيوارت بولاية فلوريدا.
بدأت المنظمة العمل في تجديد مبنى تاريخي في 33 Grosvenor Place في وسط لندن، إنجلترا، في عام 2018. بدأ هدم الجزء الداخلي من المبنى المكون من ستة طوابق على مساحة 198000 قدم مربع، والتاريخ المتوقع للانتهاء من البناء في أواخر عام 2020.

### مستشفى كليفلاند كلينك للأطفال
مستشفى كليفلاند كلينك للأطفال (Cleveland Clinic Children's Hospital) (CCCH) هو مستشفى أطفال تعليمي، يقدم الرعاية الحادة للأطفال يقع في كليفلاند ، أوهايو، في الحرم الجامعي الرئيسي لمستشفى كليفلاند كلينك. يوجد بالمستشفى 389 سريرًا للأطفال  و هو تابع لكلية كليفلاند كلينك ليرنر للطب  وكلية الطب بجامعة كيس ويسترن ريزيرف وكلية التراث لطب تقويم العظام وكلية طب القدم بجامعة ولاية كينت . يوفر المستشفى تخصصات وتخصصات فرعية شاملة، موجهة للأطفال الرضع والأطفال والمراهقين والشباب الذين تتراوح أعمارهم بين 0-21  في جميع أنحاء كليفلاند ومنطقة شمال أوهايو. يعالج مستشفى كليفلاند كلينك للأطفال أحيانًا البالغين الذين يحتاجون إلى رعاية الأطفال. يقع المستشفى على بعد مبان قليلة من رونالد ماكدونالد هاوس في كليفلاند.

### كليفلاند كلينك أكرون جنرال
كليفلاند كلينك أكرون جنرال -المعروف سابقًا باسم مركز أكرون جنرال الطبي، والمتعارف عليه باسم أكرون جين ( Akron Gen)- مستشفىً تعليمي غير ربحي يضم 511 سريرًا على المستوى الوطني يقع في أكرون ، أوهايو . كليفلاند كلينك أكرون جنرال جزء من نظام كليفلاند كلينك الصحي. نظرًا لكون المستشفى مستشفىً تعليمياً، فهو تابع لجامعة شمال شرق أوهايو الطبية وكلية التراث بجامعة أوهايو لطب تقويم العظام. المستشفى أيضًا معتمد من قبل الكلية الأمريكية للجراحين كمركز رضوض من المستوى الأول، وهو واحد من اثنين في المنطقة وواحد من 11 في ولاية أوهايو. بالإضافة إلى ذلك، يوجد بالمستشفى مهبط للطائرات المروحية على السطح للتعامل مع النقل الطارئ للمرضى الحرجين من وإلى المستشفى.

## التمويل
احتلت كليفلاند كلينك عام 2011 المرتبة الثانية في قائمة مراجعة مستشفى بيكر (Becker's Hospital Review) لأكثر المستشفيات ربحاً في الولايات المتحدة، حيث بلغ إجمالي إيرادات المرضى 9.14 مليار دولار. سجل المستشفى دخلاً تشغيلياً قدره 243 مليون دولار مقابل إيرادات قدرها 8 مليارات دولار في عام 2016. وانخفض الدخل التشغيلي بنحو 50٪ عن عام 2015 ، والذي قالت المؤسسة إنه يرجع إلى تقلص السداد وارتفاع تكاليف الأدوية . في عام 2017 ، بلغ دخل المؤسسة التشغيلي 330 مليون دولار أمريكي مقابل إيرادات قدرها 8.4 مليار دولار أمريكي.
في عام 2015 ، وصل وَقْفُ كليفلاند كلينك إلى أكثر من 12 مليار دولار. خلال وباء الفيروس التاجي، تلقت كليفلاند كلينك منحة بقيمة 199 مليون دولار من وزارة الصحة والخدمات الإنسانية بالولايات المتحدة (United States Department of Health and Human Services)بموجب قانون CARES ، وكان التمويل يهدف إلى منع مقدمي الرعاية الصحية من الانهيار. في عام 2019 ، أفادت كليفلاند كلينك بوجود احتياطيات نقدية بقيمة 7 مليارات دولار، وأرباح استثمارية قدرها 1.2 مليار دولار.
بالإضافة إلى ذلك، تلعب مؤسسة كليفلاند كلينك دورًا مهمًا في الاقتصاد الإقليمي لكليفلاند والاقتصاد على مستوى الولاية . اعتبارًا من عام 2019 ، تعد أكبر جهة توظيف في ولاية أوهايو، وتدر 17.8 مليار دولاراً للولاية.

## قراءات متعمقة
- مجلة كليفلاند كلينك للطب